# Тендзин
Тендзин (также Тензин, Тэндзин) (тиб. བསྟན་འཛིན་, Вайли: bstan 'dzin, сокр. от bstan pa’i 'dzin pa) — нарицательное имя, в переводе с тибетского языка означает «держатель [ буддийского ] учения». Наиболее распространено в среде последователей школы гелуг.

## Известные носители
- Тендзин Гьяцо (Далай-лама XIV)
- Тендзин Вангьял Ринпоче
- Тендзин Делег
- Лобпон Тензин Намдаг
- Тендзин Осел Ринпоче
- Данзан, Солийн